# بين شوارتز
بنجامين جوزيف شوارتز (بالإنجليزية: Benjamin Josif Schwartz)‏ هو كاتب سيناريو وممثل أمريكي، ولد في 15 سبتمبر 1981 بنيويورك في الولايات المتحدة. بدأ مشواره الفني سنة 2007 وهو كان يمثل دور شخصية سونيك

## أعمال

### أفلام
- (2013) عداء عداء[6]
- (2014) المقابلة[7]
- (2015) السير[8][9]
- (2015)  القوة تنهض[10]
- (2020) سونيك القنفذ

## وصلات خارجية
- بين شوارتز على موقع IMDb (الإنجليزية)
- بين شوارتز على موقع روتن توميتوز (الإنجليزية)
- بين شوارتز على موقع ألو سيني (الفرنسية)
- بين شوارتز على موقع ميوزك برينز (الإنجليزية)
- بين شوارتز على موقع قاعدة بيانات برودواي على الإنترنت (الإنجليزية)
- بين شوارتز على موقع قاعدة بيانات الأفلام السويدية (السويدية)
- بين شوارتز على موقع قاعدة بيانات الفيلم (الإنجليزية)